# Crisant et Daria (saints)
Crisant et Daria (IIIe siècle – environ 283) sont des  saints du christianisme ancien.
Leurs noms apparaissent dans le Martyrologe hiéronymien, le plus ancien martyrologe de langue latine, et dans le chapitre 161 de La Légende dorée.
Une église a été édifiée en leur honneur sur le lieu de leur mort, à Rome, dont il reste une paroisse Via Castignano.

## Légende
Jugé « sans valeur historique » par la Catholic Encyclopedia, le récit de la légende de saint Crisant et sainte Daria est relaté dans les Actes des Martyrs.

### Naissance et éducation de Crisant
Selon la légende, Crisant est le fils unique d'un aristocrate égyptien appelé Polemius (ou Poleon), ayant vécu pendant le règne de l'empereur romain Numérien, et ayant quitté Alexandrie pour Rome.
Crisant naît à Rome et y reçoit une éducation riche et complète. Déçu par les excès du monde romain, il commence à lire les Actes des Apôtres. Il est baptisé et éduqué selon la tradition chrétienne par un prêtre nommé Carpophorus.
Mécontent de cette conversion, son père Polémius essaie de détourner son fils de ses convictions en lui faisant rencontrer des prostituées, mais Crisant résiste et conserve sa virginité.

### Crisant et Daria unis
Malgré les protestations de Crisant, son père Polémius arrange son mariage avec Daria qui serait une vestale.
Crisant convertit son épouse et la convainc de vivre avec lui tout en restant vierge. Dès lors, ils convertissent de nombreux Romains à la chrétienté. Lorsque leur union est apprise par le tribun Claudius, Crisant est arrêté et torturé à mort.

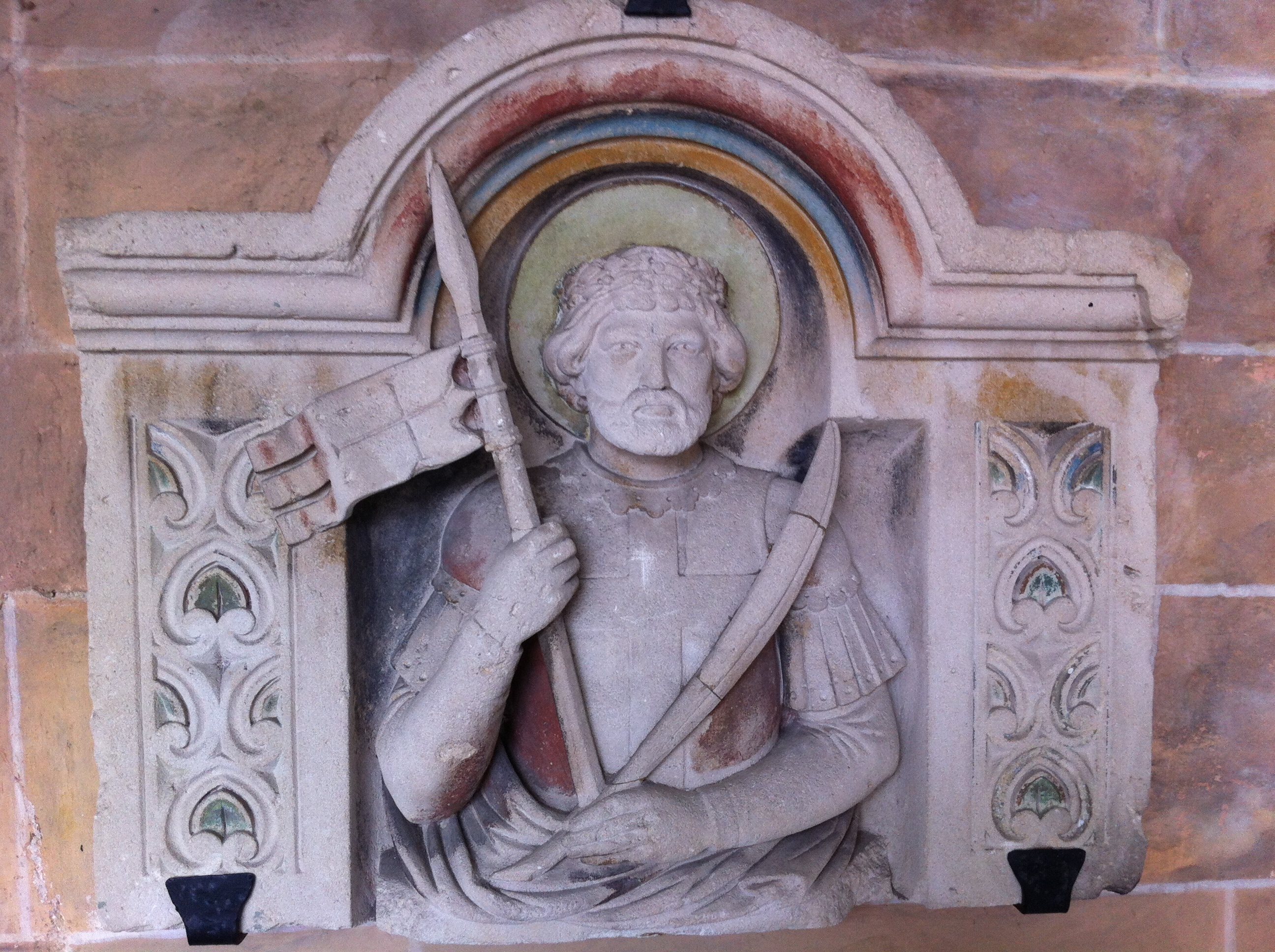
Demi-relief de Crisant, daté de 1100, de l'abbaye de Bad Münstereifel en Allemagne.

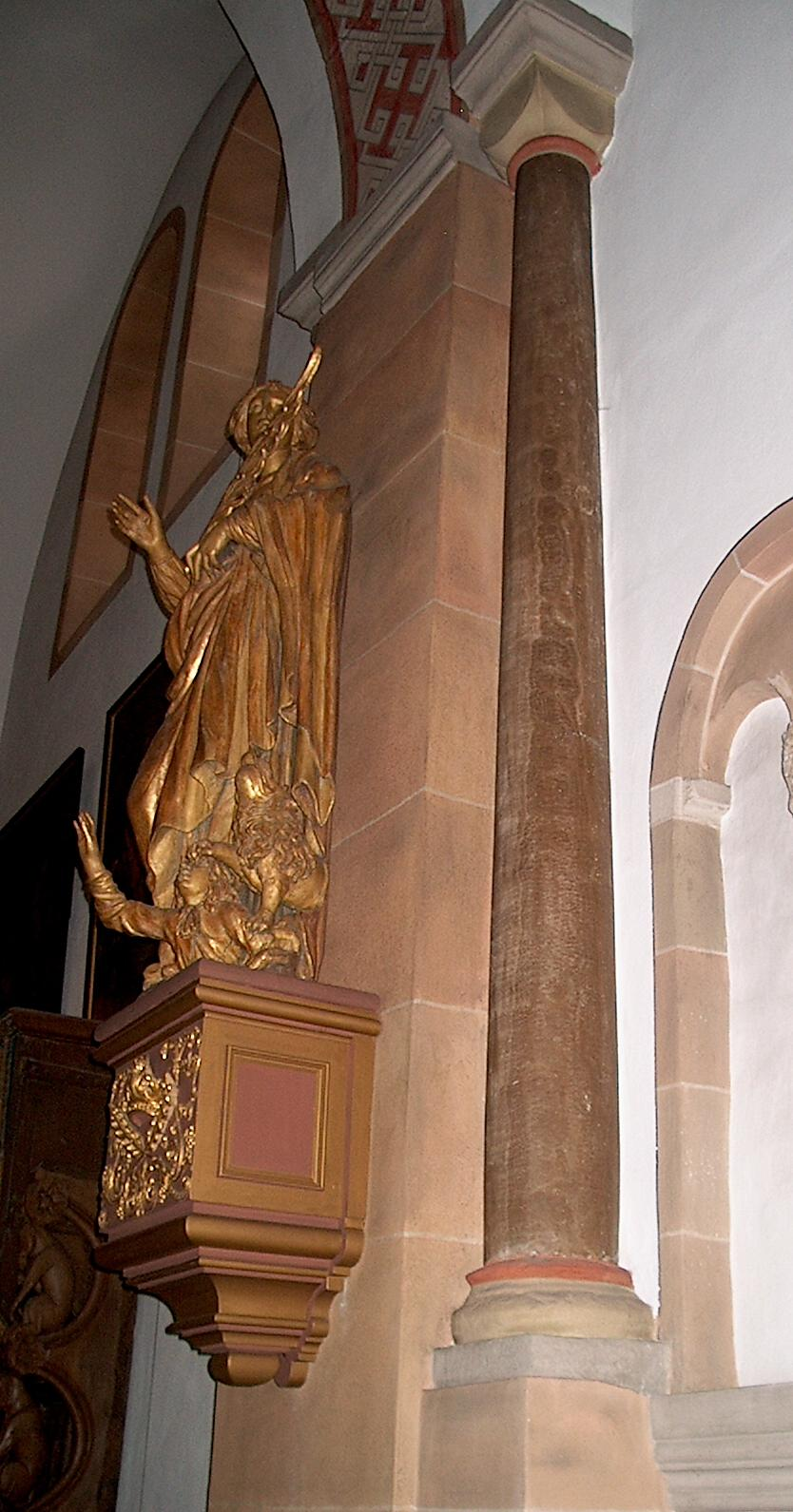
Colonne en marbre (en « marbre d'Eifel ») dans l'église abbatiale de Bad Münstereifel.

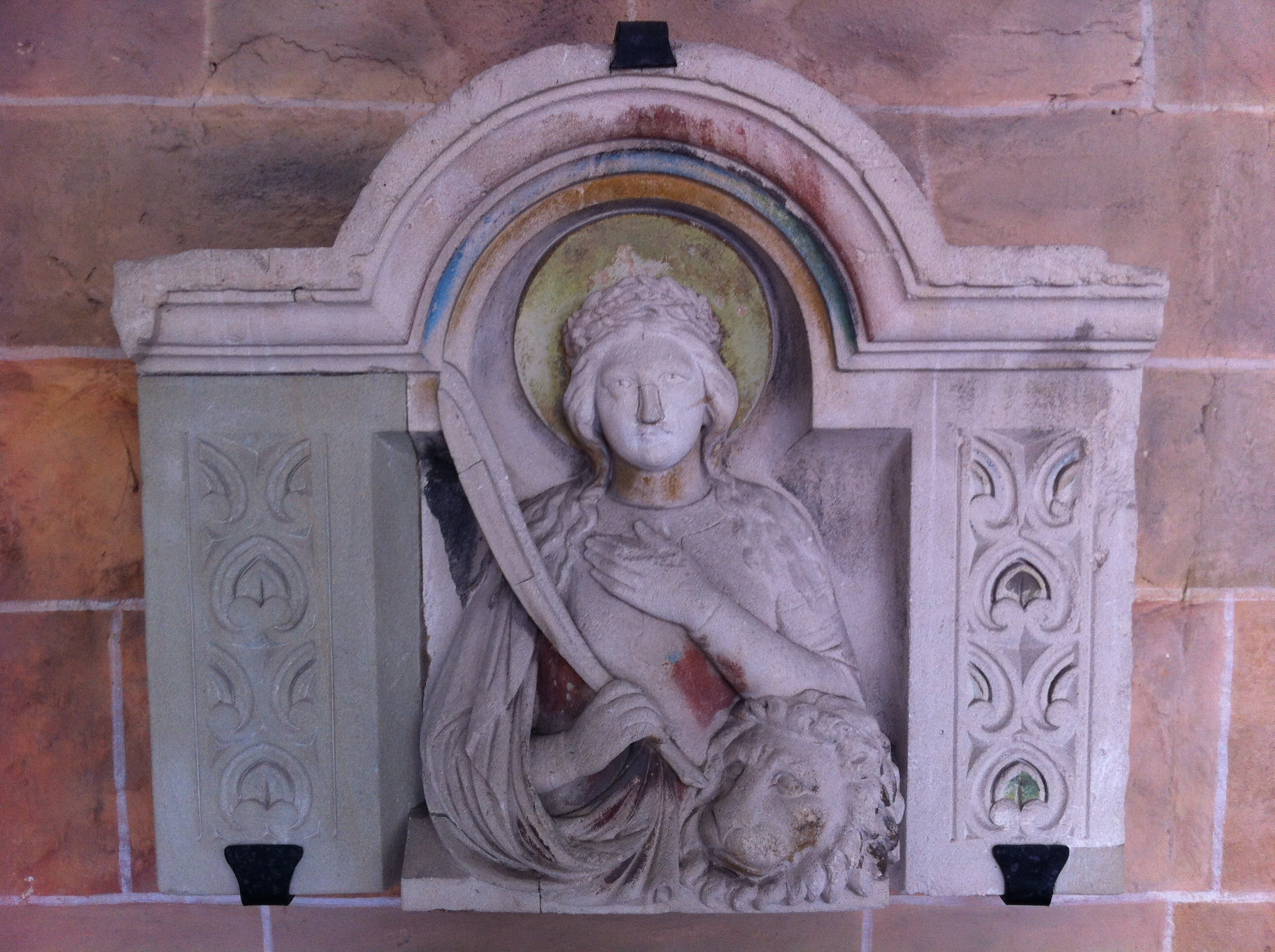
Demi-relief de Daria accompagnée de la lionne protégeant sa virginité. Demi-relief daté de 1100 de l'abbaye de Bad Münstereifel.

### Crisant et Daria martyrs
Sous la torture, la foi et le courage de Crisant impressionnent tellement Claudius qu'il se convertit également au christianisme, suivi par sa femme Hilaria, ses deux enfants Maurus et Jason, et soixante-dix de ses soldats.
Apprenant la conversion du tribun, l'empereur Numérien fait noyer Claudius, décapiter ses enfants, et pendre sa femme.
Quant à Daria, la légende connait plusieurs versions :
- elle est prostituée, mais sa chasteté est défendue par une lionne.
- elle est lapidée.
- elle est décapitée.
- elle est brûlée vivante dans une fosse profonde à côté de son mari.

Ils sont enterrés dans une fosse de sable à côté de la Via Salaria Nova, dans les catacombes de Rome.
Selon la légende, un grand nombre de chrétiens dont Diodorus, un prêtre et Marianus, un diacre, se rassemblent à l'occasion de l'anniversaire de leur mort dans une crypte afin de les prier. Des  persécuteurs romains les surprirent, remplirent la crypte de pierres, et les brulèrent vivants.

## Reliques

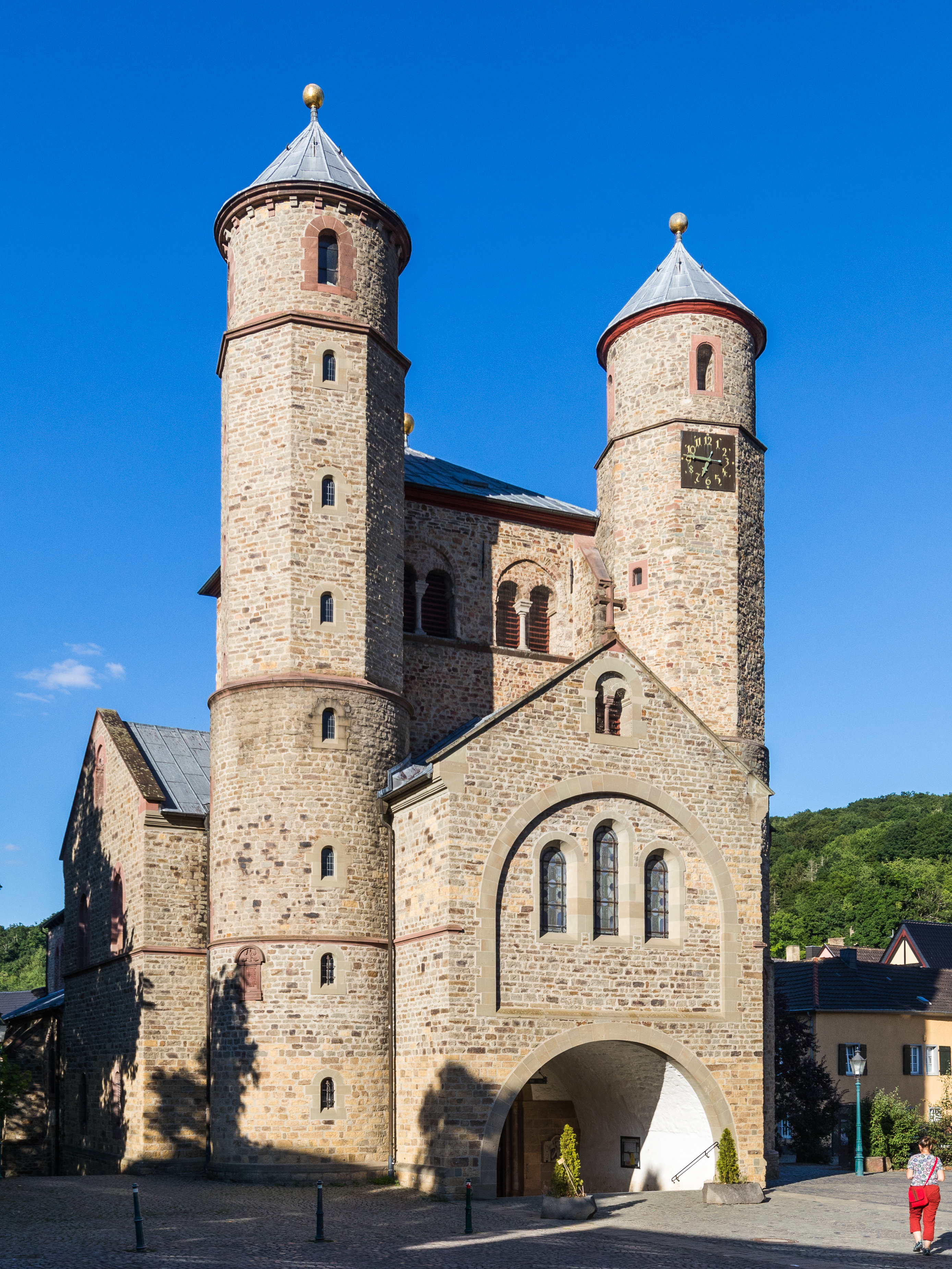
Église abbatiale Saints-Crisant-et-Daria
à Bad Münstereifel en Allemagne, où reposent les reliques.